# Tarkowiczi
Tarkowiczi (ros. Тарковичи) – stacja kolejowa w miejscowości Torkowiczi, w rejonie łużskim, w obwodzie leningradzkim, w Rosji. Położona jest na linii Petersburg – Newel – Witebsk.

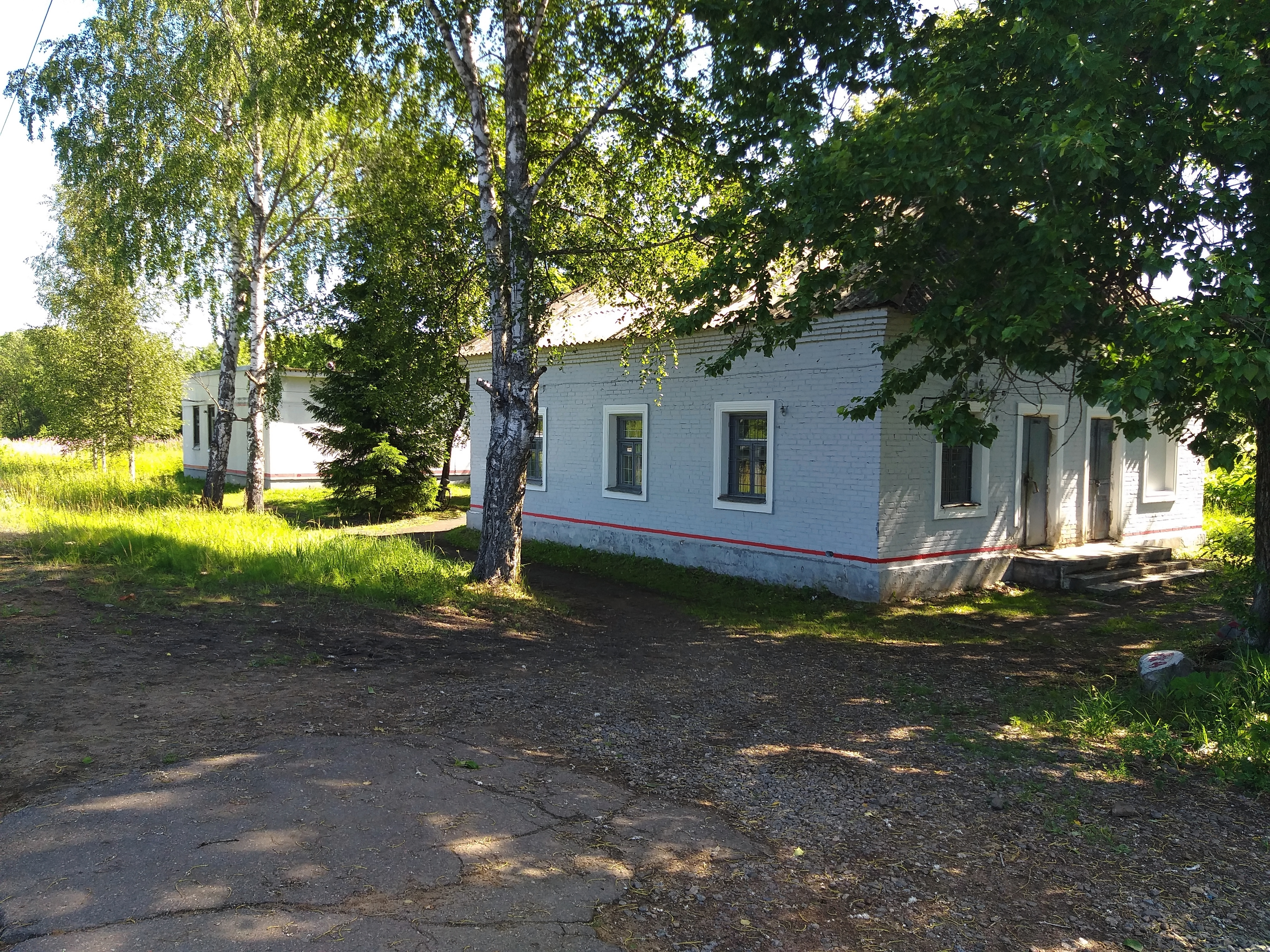
budynek stacyjny
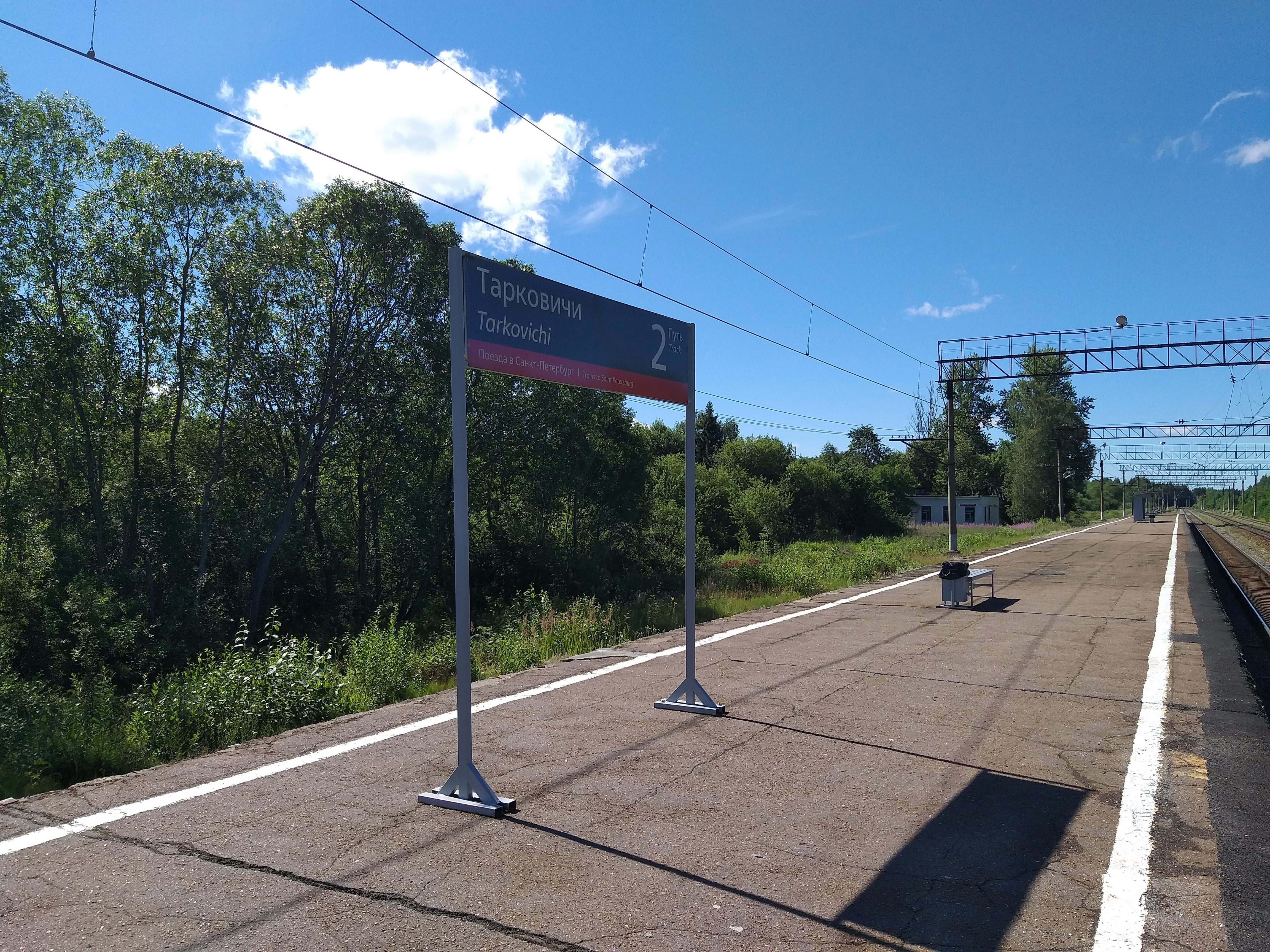
peron